# Hohenbuehelia austrocedri
Hohenbuehelia austrocedri är en svampart som beskrevs av Fazio & Albertó 2001. Hohenbuehelia austrocedri ingår i släktet Hohenbuehelia och familjen musslingar.   Inga underarter finns listade i Catalogue of Life.